# 755 هـ
755 هـ هي سنة في التقويم الهجري امتدت مقابلةً في التقويم الميلادي بين سنتي 1354 و1355.

## وفيات
- حسن بن محمد بن قلاوون